# Villentrois
Villentrois är en kommun i departementet Indre i regionen Centre-Val de Loire i de centrala delarna av Frankrike. Kommunen ligger i kantonen Valençay som tillhör arrondissementet Châteauroux. År 2018 hade Villentrois 575 invånare.

## Befolkningsutveckling
Antalet invånare i kommunen Villentrois
Referens:INSEE